# Шайенкопф
Шайенкопф (нем. Scheienkopf) — гора на границе Лихтенштейна и Австрии в горном хребте Ретикон, вершина горы расположена в Австрии. Высота — 2159 м.
Рельеф вокруг Шайенкопфа в основном гористый, в непосредственной близости от него холмистая местность.
Ближайший крупный населённый пункт — Фельдкирх, в 11,9 км к северу от горы. Территория вокруг состоит в основном из лугов. Окрестности Шайенкопфа довольно мало населены.
В этом районе преобладает континентальный климат. Среднегодовая температура — 0 °C. Самый тёплый месяц — июль, средняя температура составляет 12 °C, самый холодный — январь, −11 °C.
Среднегодовое количество осадков составляет 1852 миллиметра. Самый влажный месяц — июнь, со средним количеством осадков 231 мм, а самый сухой — март, с 78 мм осадков.